# Melèagre d'Escopes
El Melèagre d'Escopas és una escultura de bronze perduda de l'heroi grec Melèagre —amfitrió de la cacera del senglar de Calidó— que s'associa amb l'arquitecte Escopes de Paros del segle iv aC. L'escultura no l'esmenta cap escriptor clàssic. Es considera un treball tardà en la carrera de l'escultor, però sols es coneix per una sèrie de còpies que varien en qualitat i fidelitat a l'original, i mostren que fou una escultura famosa de l'antiguitat: «la popularitat del Melèagre durant l'època romana era grandiosa», assenyala Brunilde Sismondo Ridgway, que informa del còmput d'Andrew F. Stewart de 13 estàtues, 4 torsos, 19 caps —que són prou semblants als d'Ares Ludovisi com per generar-hi confusió— busts i hermes, una variant amb canvi de postura i atributs, i 11 versions per a retrat o deïtat. Sis o set de les còpies acceptades van acompanyades d'un gos, 12 vesteixen clàmides, 3 n'asseguren la identificació amb Melèagre perquè s'acompanyen d'un trofeu amb cap de senglar, com en el Melèagre del Vaticà. Ridgeway explica la popularitat de l'escultura en part «per l'atractiu que les figures de caça tenien per als romans, per les connotacions heroiques».

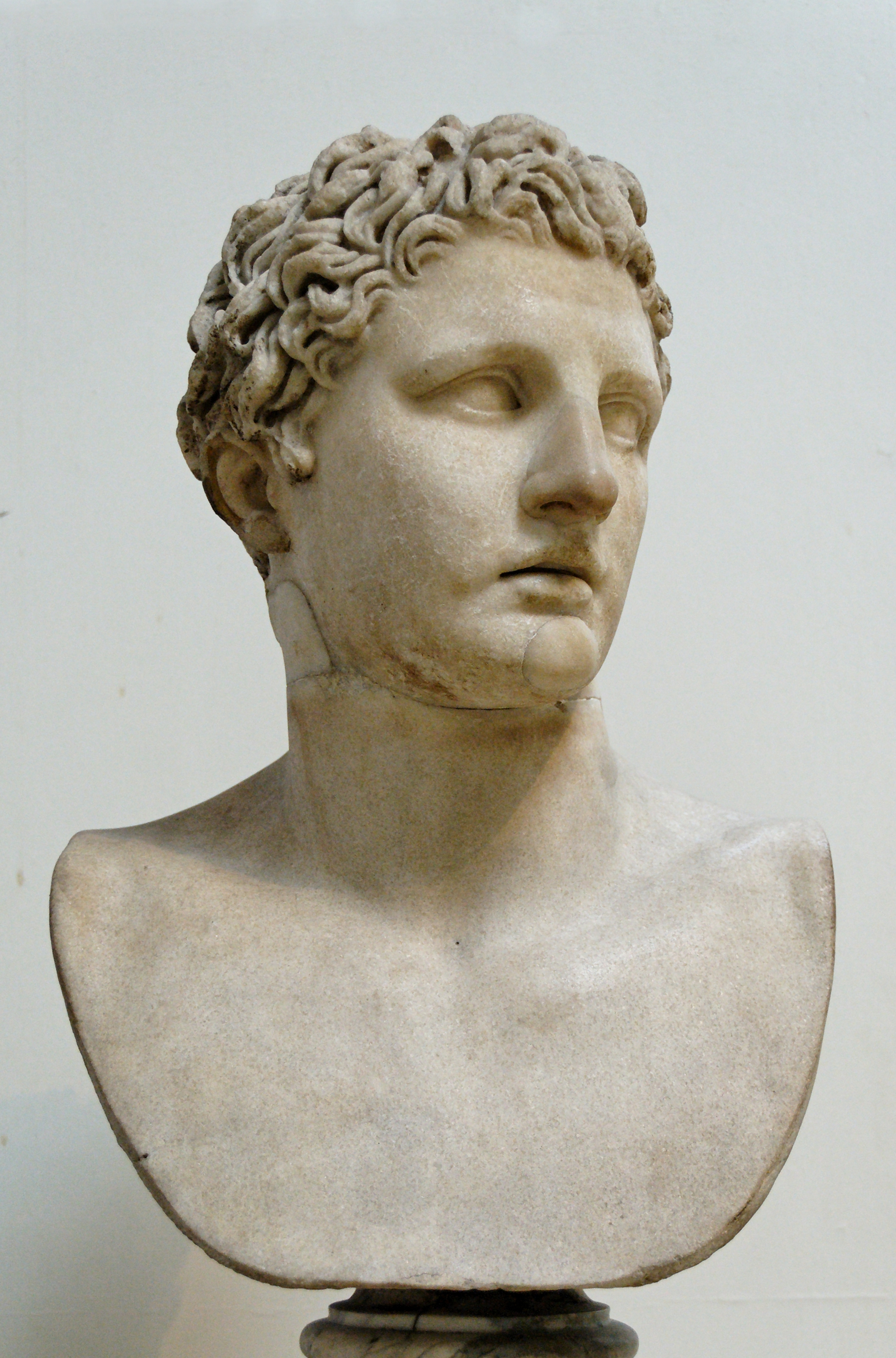
Melèagre, posterior a Escopes, Museu Britànic

Un tors al Museu d'Art Fogg, Universitat Harvard, se'n classifica entre les còpies superiors. «Hi ha altres Melèagres de marbre», escrigué Cornelius Vermeule el 1967, «un o dos arriben al nivell de l'estàtua de Fogg, però la majoria són documents de pedreres desproveïts de la vida interior inquieta impartida pel mestre a l'original». Algunes còpies inacabades trobades a Atenes suggereixen que la ciutat era un centre de reproduccions per al mercat romà.
No se sap si l'original d'Escopes el realitzà per a l'heroi a Calidó, on Melèagre era venerat i si l'original se l'endugué com un trofeu cultural un dels romans «de gust i mitjans».
El Melèagre dempeus de grandària natural del Palau Fusconi-Pighini, de vegades identificat, als s. XVI i XVII, com un Adonis, que fou víctima d'un senglar en lloc del seu amo, es considerava el 1546 entre els més bells de Roma; era a casa del metge de tres papes, Francesco Fusconi de Norcia, el palau romà del qual es trobava enfront del Palau Farnese. L'escultura, que estava copiada en totes les antologies d'antiguitats, la reproduí Pierre Lepautre per a Lluís XIV de França al castell de Marly. L'original a principis de 1770 fou comprat pel papa Climent XIV com una de les peces fundadores del seu nou museu al Vaticà. Es trobava entre el grup selecte d'escultures que Napoleó s'emportà triomfalment a París, segons el tractat de Tolentino (1797), però hi tornà després de la caiguda de Napoleó. Una variant, descoberta al 1838, s'ha conservat al Antikensammlung Berlín, des de 1844. Una altra còpia romana de marbre de grandària original es troba a l'Institut d'Art de Chicago.
Ridgeway comenta que es basa en el tema del frontó de la part est del Temple d'Atena Alea de Tegea, del qual Escopas fou l'arquitecte, però no, com observa Ridgeway, es considerà directament responsable de les escultures del frontó en cap referència clàssica: «d'una composició narrativa pediàtrica a Arcàdia - relacionada, a més, amb famílies i llegendes locals- només d'una sola escultura independent, potser a Spinalonga —un monument de la tomba de l'heroi, segons suggerí Stewart— un gran salt de la imaginació».